# Robert Stannard
Robert Stannard (* 16. September 1998 in Sydney) ist ein australischer Radrennfahrer.

## Sportlicher Werdegang
Als Junior wurde Stannard vierfacher Medaillengewinner bei den Ozeanienmeisterschaften im Straßenradsport. Nach dem Wechsel in die U23 wurde er zunächst Mitglied im Nachwuchsteam Mitchelton-BikeExchange, das als UCI Continental Team unter chinesischer Flagge lizenziert war. Bereits im ersten Jahr erzielte er einen Etappenerfolg bei der Rhône-Alpes Isère Tour. In der Saison 2018 konnte er fünf Siege seinem Palmarès hinzufügen, unter anderem gewann er das Einzelzeitfahren beim U23-Etappenrennens Giro Ciclistico d’Italia und belegte am Ende den dritten Platz in der Gesamtwertung.
Nach seinem Sieg beim U23-Rennen der Lombardei-Rundfahrt wurde Stannard im Oktober 2018 in das UCI WorldTeam Mitchelton-Scott übernommen, bei dem er bis zum Ende der Saison 2021 blieb. In den gut drei Jahren für das Team konnte er jedoch nicht an die Leistungen der Vorjahre anknüpfen und blieb ohne zählbaren Einzelerfolg.
Zur Saison 2022 wechselte Stannard zum Team Alpecin-Fenix. Bei der Tour de Wallonie 2022 gewann er die Gesamtwertung und erzielte damit seinen ersten Erfolg seit 2018.
Im August 2023 wurde Stannard durch die UCI wegen des Verdachts auf Doping in den Jahren 2018 und 2019 vorläufig suspendiert. Auch wenn ihm kein Doping explizit nachgewiesen werden konnte, wurden seine abnormalen Blutwerte als Indiz für Blutdoping angesehen. Im Juni 2024 verhängte die UCI wegen „abnormalen Werten in seinem Biologischen Pass in den Jahren 2018 und 2019“ rückwirkend zum 17. August 2018 eine vierjährige Sperre sowie eine Geldstrafe.
Aufgrund der rückwirkenden Verhängung war mit dem Tag der Verhängung die Sperre bereits abgelaufen. Das Team Bahrain Victorious nahm daraufhin im August 2024 Stannard unter Vertrag, um ihm eine neue Chance zu geben. Die erste Spitzenplatzierung für sein neues Team war ein dritter Etappenrang bei der Tour of Guangxi 2024.

## Erfolge
2015
- Ozeanienmeisterschaften – Straßenrennen (Junioren)
- Ozeanienmeisterschaften – Einzelzeitfahren (Junioren)

2016
- Ozeanienmeisterschaften – Straßenrennen (Junioren)
- Ozeanienmeisterschaften – Einzelzeitfahren (Junioren)

2017
- eine Etappe Rhône-Alpes Isère Tour
- Mannschaftszeitfahren Toscana Terra di Ciclismo Eroica

2018
- Nachwuchswertung New Zealand Cycle Classic
- Giro del Belvedere
- eine Etappe Tour de Bretagne Cycliste
- eine Etappe Giro Ciclistico d’Italia
- Gran Premio Sportivi di Poggiana
- Lombardei-Rundfahrt (U23)

2019
- eine Etappe Hammer Series Limburg
- Mannschaftszeitfahren Settimana Internazionale Coppi e Bartali

2022
- Gesamtwertung, Punktewertung und Nachwuchswertung Tour de Wallonie

## Grand-Tour-Platzierungen
| Grand Tour            | 2020 | 2021 | 2022 | 2023 | 2024 | 2025 |
| --------------------- | ---- | ---- | ---- | ---- | ---- | ---- |
| Giro d’ItaliaGiro     | –    | –    | –    | –    | –    | –    |
| Tour de FranceTour    | –    | –    | –    | –    | –    | 123  |
| Vuelta a EspañaVuelta | 24   | 102  | 74   | –    | –    |      |